# Портрет Антоні ван Левенгука
«Портрет Антоні ван Левенгука» — портрет голландського науковця-аматора з міста Делфт, вінахідника мікроскопа.

## Історія
Шліфування скляних лінз, яким опікувався на дозвіллі Левенгук, сприяло розгляданню всього навкруги. З роками немолодий тоді Левенгук не покинув ні розглядати все навкруги, ні шліфувати лінзи, ні робити з них прилади, бо вони різнилися здатністю збільшувати дрібні речі. Про побачене з допомогою власних приладів він обережно розповів і сусіду лікарю. Тридцятирічний Реньо де Грааф, сам дослідник і анатом, здивований відкриттями Левенгука, відписав в Лондон листа, де вже запрацювало Королівське товариство науковців-англійців досить широких поглядів, що не відвертались від винахідників з континента. В листі Реньо де Грааф запропонував науковцям розпитати Левенгука про відкриття та дати їх описи. Левенгук погодився, а листування розтяглось на роки. Листування не перервали ні передчасна смерть Реньо де Граафа, ні відсутність університетської освіти у Левенгука. Про його наукові здобутки свідчили його експерименти з приладами-збільшувачами і ретельні описи побаченого. Через сім років листування і перевірок описів голландця — англійці обрали неанглійця Левенгука членом Королівського товариства науковців, відіслали в тихий Делфт відповідний диплом в срібній скринці,і нагадали, що новообраний за традицією має подарувати товариству науковців власний портрет...

## Предумови портретуваня Левенгука
Поважне ставлення до Антоні з роками змінило і його ставлення до самого себе. Він відчув себе причетним до кола нового товариства, де не продаж пива і не вдало обкручена фінансова операція головують в житті. В Європі набули міці нові процеси після того, як християнська спільнота в ній назавжди розкололась на католицизм і протестантизм. А європейські розумники відтоді почали ідентифікувати себе не стільки за причетністю до християнства як такого, а з колом причетності до загальноєвропейської культури. Виходець із монархічної Франції, що перебувала в лоні католицизму, П'єр Бейль (1647—1706) почав друкувати газету «Новини республіки літераторів»( Les Nouvelles de la République des Lettres ), розуміючи під літераторами і розумників, і науковців, і філософів), підкресливши назвою, що головуватимуть в новій європейській спільноті не король, а розумники. До кола цих розумників відтепер був причетним і Антоні ван Левенгук. Він записав — 
| Не кожний повірить, скільки часу я витратив на власні дослідження. Але я робив це з радістю, не беручі до уваги тих, котрі докоряли мені : навіщо ця виснажлива праця і яка в тому користь ?.. А я працював і описував не для профанів, а для розумників[5]. |

## Портрет для Королівського товариства науковців
Портрет для Королівського товариства науковців вийшов непоганим. Левенгук сидів біля столу, на голові довга і модна перука. Йому виповнилось тоді сорок вісім, але він ще не виглядав утомленим. ( Доля подарує Левенгуку дев'яносто один рік життя. ) За ним - глобус, на столі зелена гілочка дуба, грифель та чистий аркуш паперу. В Делфті вже надрукували книгу Левенгука «Таємниці природи», котру хутко продавали в місті. А видавець Хендрік Кронефельд навіть погодився друкувати її наступні томи.
На ще одному портреті Левенгука, що залишиться в Делфті, та ж композиція. Левенгук сидіть біля столу в коштовному халаті, на голові довга і модна перука. За його плечіма глобус, на столі поряд книги, перо і чорнильниця. Поряд — коштовний диплом з Лондона з солідними печатками. На тлі, як у шляхетних і поважних осіб, — пейзаж, колона і важка парадна завіса...
Вшановуючи працю Антоні ван Левенгука, університет міста Левен у Фландрії викарбував на честь науковця-дослідника окрему медаль.